# 川内村 (新潟県)
川内村（かわちむら）は、かつて新潟県中蒲原郡にあった村。

## 沿革
- 1889年（明治22年）4月1日 - 町村制施行に伴い中蒲原郡川内村、矢津村、阿弥陀瀬村、下阿弥陀瀬村、熊沢村、夏針村、仙見谷村、水戸野村、暮坪村、土淵村、松野村、横渡村、笹目村、小面谷村、下杉川村、上杉川村が合併し、川内村が発足。
- 1955年（昭和30年）3月31日 - 中蒲原郡村松町、大蒲原村、十全村、菅名村（一部）と合併し村松町を新設して消滅。